# ルイス・フィルミン・デ・カルバハル (ラ・ウニオン伯爵)
ラ・ウニオン伯爵ルイス・フィルミン・デ・カルバハル（スペイン語: Luis Fermín de Carvajal, Conde de la Unión、1752年 - 1794年11月20日）は、スペイン王国の将官。フランス革命戦争中の1794年にスペイン陸軍を率いてフランス第一共和政の軍勢を押しとどめようとしたが、同年に戦死した。

## 1793年までの経歴
1752年、ペルー副王領のリマで生まれた。1778年8月2日、スペイン王カルロス3世によりラ・ウニオン伯爵に叙された。1793年にフランスとのピレネー戦争が勃発すると、フィゲラスにあるサン・フェラン城の守備軍を率いた。このとき、スペイン軍はアントニオ・リカルドスの指揮下にあり、フランス領ルシヨンを一部占領することに成功した。ラ・ウニオン伯爵は中将として、リカルドスの下で1師団を指揮、1793年9月22日のトロイヤの戦いに参戦して勝利した。1794年初にリカルドスが死去、後任のオレイリー伯爵も直後に死去したため、国王カルロス4世はラ・ウニオン伯爵をスペイン軍の指揮官に任命した。

## 1794年

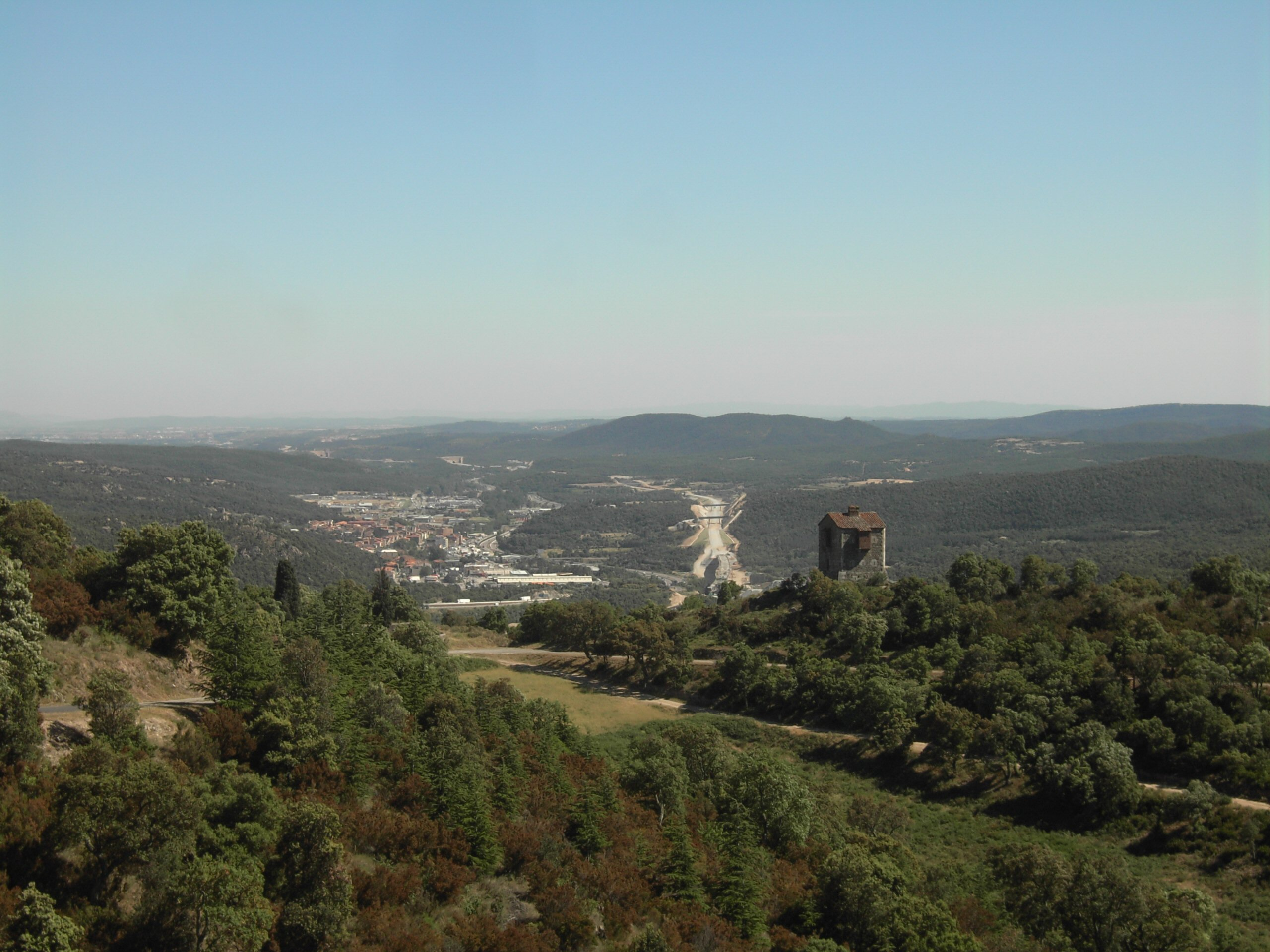
ベルガルド要塞からみたラ・ジュンケラ（左側の中央）と黒山（中央の遠いところ）。

1794年4月、再編され増援を受けたフランスの東部ピレネー軍はジャック・フランソワ・デュゴミエを指揮官として攻勢を再開した。そして、4月30日から5月1日にかけての第二次ブールーの戦いで勝利してスペイン軍をピレネー山脈の南側に追い返し、5月末にはコリウール港を再占領、ル・ペルテュの山道でスペイン軍の駐留するベルガルド要塞を封鎖した。ラ・ウニオン伯爵は包囲の突破を2度試みたが、1度目は6月7日にラ・ジュンケラで撃退され、2度目は8月13日のサン・リョレンス・ダ・ラ・ムーガの戦いで敗れて失敗した。結局、ベルガルド要塞は9月17日に降伏した。
ラ・ウニオン伯爵はサン・リョレンス・ダ・ラ・ムーガから海岸にかけて合計で90のリダウトを築き、アール・テンポルダーをフランス軍の侵攻から守ろうとしたが、その駐留軍の質が一様ではなかった。スペイン衛兵の3個大隊とワロン人衛兵の3個大隊は最良の部隊だったが、ほかには普通の歩兵や民兵もいた。
11月17日、フランス軍は攻撃を開始、黒山の戦いが始まった。1日目の戦闘ではフランス軍が西側で前進したが、中央と東側での攻撃に失敗した。18日、スペイン軍の砲撃でデュゴミエが戦死すると、指揮を引き継いだカトリーヌ＝ドミニク・ド・ペリニョンは戦闘の一時停止を命じた。20日に攻撃が再開されると、フランス軍はスペイン軍の戦列の1列目と2列目を素早く突破、さらに大砲25門を有するノートル＝ダム＝デル＝ルール（Notre-Dame-del-Roure）のリダウトを強襲、午後3時にそれを奪取した。ラ・ウニオン伯爵はポン・ダ・ムリンスに到着すると、騎兵1,300人を率いてフランス軍の歩兵2個旅団に反撃したが、戦闘の最中に銃弾を2発撃ちこまれて戦死した。
戦闘はスペイン軍の潰走に終わり、スペイン軍が1万人の損害を受けた一方、フランス軍の損害は3千人だけだった。ラ・ウニオン伯爵の後任はラス・アマリリャス侯爵ヘロニモ・ヒロン＝モクテスマが着任、ラス・アマリリャス侯爵はフルヴィア川の後ろに撤退、フランス軍によるサン・フェラン要塞の占領も防げなかった。ヒロンはすぐに更迭され、後任はホセ・デ・ウルティラ・デ・ラス・カサスとなった。その後、ペリニョンとピエール・フランソワ・ソーレは2月初にロザス包囲戦を終結させた。同年7月のバーゼルの和約により、ピレネー戦争は終結した。